# Siljansnäs
Siljansnäs – miejscowość (tätort) w Szwecji, w regionie administracyjnym (län) Dalarna, w gminie Leksand.
Według danych Szwedzkiego Urzędu Statystycznego liczba ludności wyniosła: 1274 (31 grudnia 2015), 1294 (31 grudnia 2018) i 1284 (31 grudnia 2019).